# Vasiliy Kuznetsov (athlétisme)
Pour les articles homonymes, voir Vassili Kouznetsov et Kouznetsov.
Vassili Dmitrievitch Kouznetsov (en russe : Василий Дмитриевич Кузнецов ; transcription courante et internationale : Vasiliy Kuznetsov ;  né le 7 février 1932 à Kalikino - mort le 6 août 2001 à Moscou) est un athlète soviétique spécialiste du décathlon, ancien détenteur du record du monde.

## Carrière
Il s'illustre durant l'année 1954 en remportant la médaille d'or des Championnats d'Europe de Berne devant le Finlandais Torbjörn Lassenius. Sélectionné dans l'équipe d'URSS lors des Jeux olympiques d'été de 1956 à Melbourne, il se classe troisième du concours du décathlon derrière les Américains Milt Campbell et Rafer Johnson. Le 18 mai 1958, lors du meeting de Krasnodar, Vassili Kouznetsov établit un nouveau record du monde de la discipline en totalisant 8 014 points (7653 points à la table de 1984) au terme des deux jours de compétition. Il améliore ainsi de 19 points la précédente meilleure marque mondiale détenue par Rafer Johnson depuis l'année 1955. Favori des Championnats d'Europe de Stockholm, en août 1958, le Soviétique décroche son deuxième titre continental consécutif avec 7 865 points.
Le 17 mai 1959, à Moscou, Kouznetsov améliore pour la seconde fois de sa carrière le record du monde du décathlon avec 8 357 points (7 839 points à la table actuelle), effaçant de nouveau le meilleur total réalisé quelques mois plus tôt par Rafer Johnson. Vainqueur des Universiade d'été de 1959 et 1961, Kouznetsov se classe troisième des Jeux olympiques d'été de 1960 à Rome, derrière Johnson et Yang Chuan-Kwang. Dominateur sur le continent européen durant près d'une décennie, il s'adjuge en 1962 à Belgrade son troisième titre consécutif de Champion d'Europe. Pour sa troisième participation olympique, le Soviétique termine septième du concours des Jeux de Tokyo de 1964.

## Palmarès
| Date | Compétition           | Lieu      | Place | Points    |
| ---- | --------------------- | --------- | ----- | --------- |
| 1954 | Championnats d'Europe | Berne     | 1er   | 6 752 pts |
| 1956 | Jeux olympiques       | Melbourne | 3e    | 7 465 pts |
| 1958 | Championnats d'Europe | Stockholm | 1er   | 7 865 pts |
| 1959 | Universiade d'été     | Turin     | 1er   | 4 006 pts |
| 1960 | Jeux olympiques       | Rome      | 3e    | 7 809 pts |
| 1961 | Universiade d'été     | Sofia     | 1er   | 7 918 pts |
| 1962 | Championnats d'Europe | Belgrade  | 1er   | 8 026 pts |
| 1964 | Jeux olympiques       | Tokyo     | 7e    | 7 569 pts |

## Records
- Record du monde du décathlon avec 8 014 points, le 18 mai 1958 à Krasnodar
- Record du monde du décathlon avec 8 357 points, le 17 mai 1959 à Moscou